# Mar dei Coralli
Il mar dei Coralli appartiene all'oceano Pacifico e si estende su una superficie di circa 4 791 000 km² che ne fanno il mare più esteso della Terra, considerando oceani i due mari polari. 

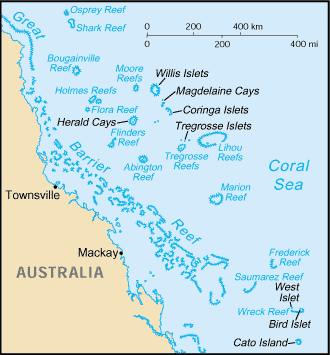
Isole del Mar dei Coralli

È delimitato ad ovest dalla costa nord-orientale del continente australiano, a nord dalla Nuova Guinea e dalle isole Salomone, ad est dall'arcipelago di Vanuatu e dalla Nuova Caledonia, a sud dal mare di Tasman. In questo mare sono presenti numerosi atolli di origine corallina, che dal 1969 appartengono a uno specifico territorio australiano.
Il mar dei Coralli è stato teatro di scontri durante la seconda guerra mondiale tra la flotta giapponese e quella statunitense, con l'aiuto delle truppe australiane.